# The Imitation Game
Người giải mã (tên gốc: The Imitation Game) là bộ phim lịch sử, phóng tác từ truyện tài liệu Alan Turing: The Enigma của Andrew Hodges, đạo diễn bởi Morten Tyldum với sự tham gia diễn xuất của Benedict Cumberbatch, Keira Knightley, Matthew Goode, Rory Kinnear, Charles Dance và Mark Strong.
Phim kể về cuộc đời nhà toán học người Anh Alan Turing, người được xem là đã cứu hàng ngàn sinh mạng vô tội trong Thế chiến thứ 2 trước quân phát xít Đức. Tính tới tháng 4 năm 2015, phim thu về tới gần 228 triệu $ trên toàn cầu, so với vốn sản xuất ban đầu chỉ là 14 triệu $.
Tổ chức ủng hộ quyền công dân và vận động chính trị của cộng đồng đồng tính (LGBT) vinh danh The Imitation Game đã truyền tải câu chuyện về Turing đến đông đảo khán giả. Tuy nhiên, bộ phim bị phê bình vì một số điểm chưa phù hợp với sự kiện lịch sử, cũng như tính cách và các mối quan hệ của Turing trong thực tế.

## Cốt truyện

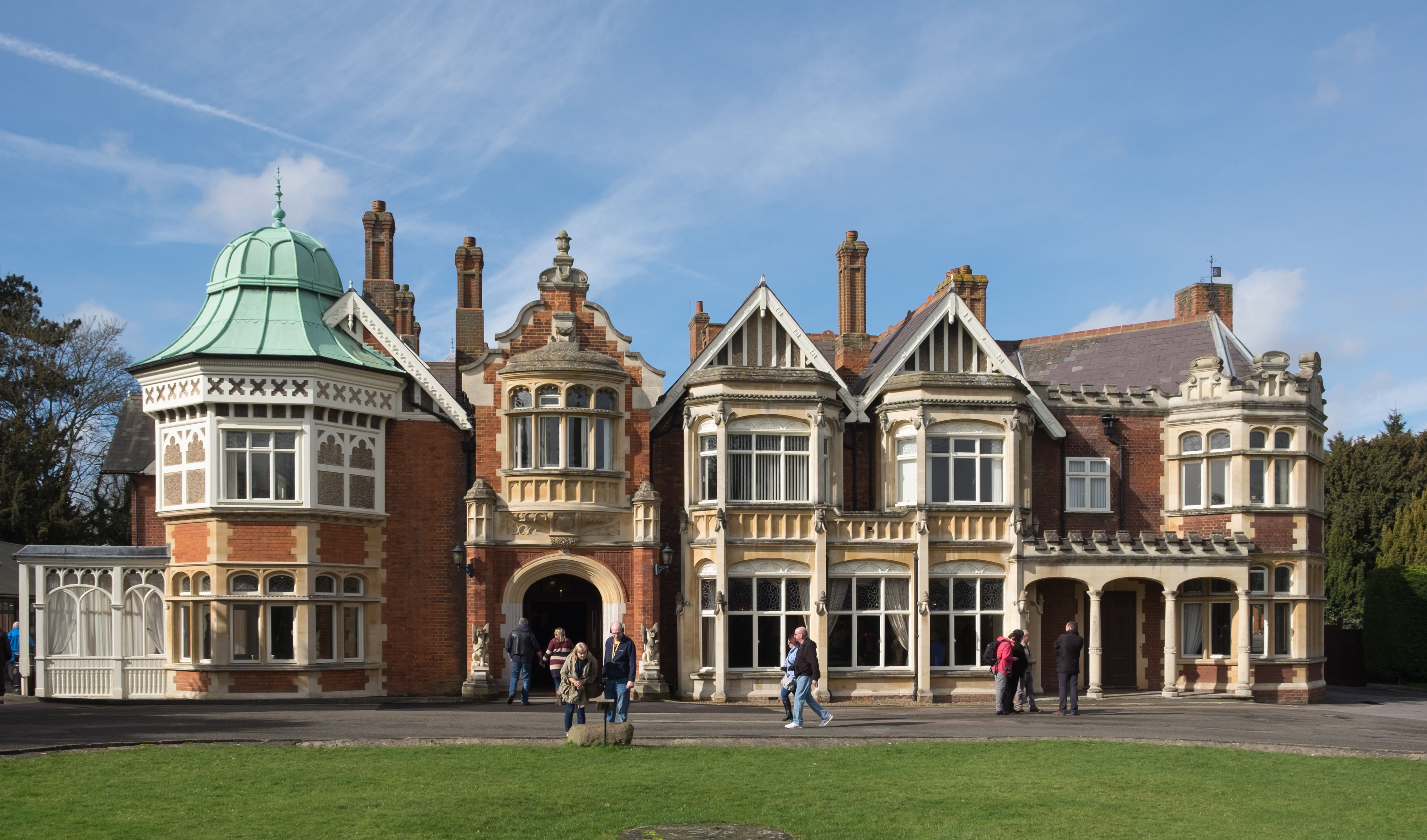
Bletchley Park trước đó là trung tâm giải mật mã, bây giờ là bảo tàng viện.

Cuốn phim gồm nhiều đoạn không được kể theo thứ tự, có thể chia ra làm 3 phần quan trọng trong cuộc đời của Alan Turing.

### 1927
Alan Turing là một cậu bé sống nội tâm, bị các bạn học bắt nạt vì sự khác biệt của mình. Chỉ có người bạn Christopher là thân thiện với anh ta. Họ trao đổi tin nhắn được mã hóa với nhau trong giờ học toán. Alan bắt đầu yêu Christopher. Khi anh ta muốn tiết lộ tình yêu với người bạn mình sau kỳ nghỉ hè, anh được cho biết rằng Christopher đã chết vì bệnh lao.

### 1939–1941

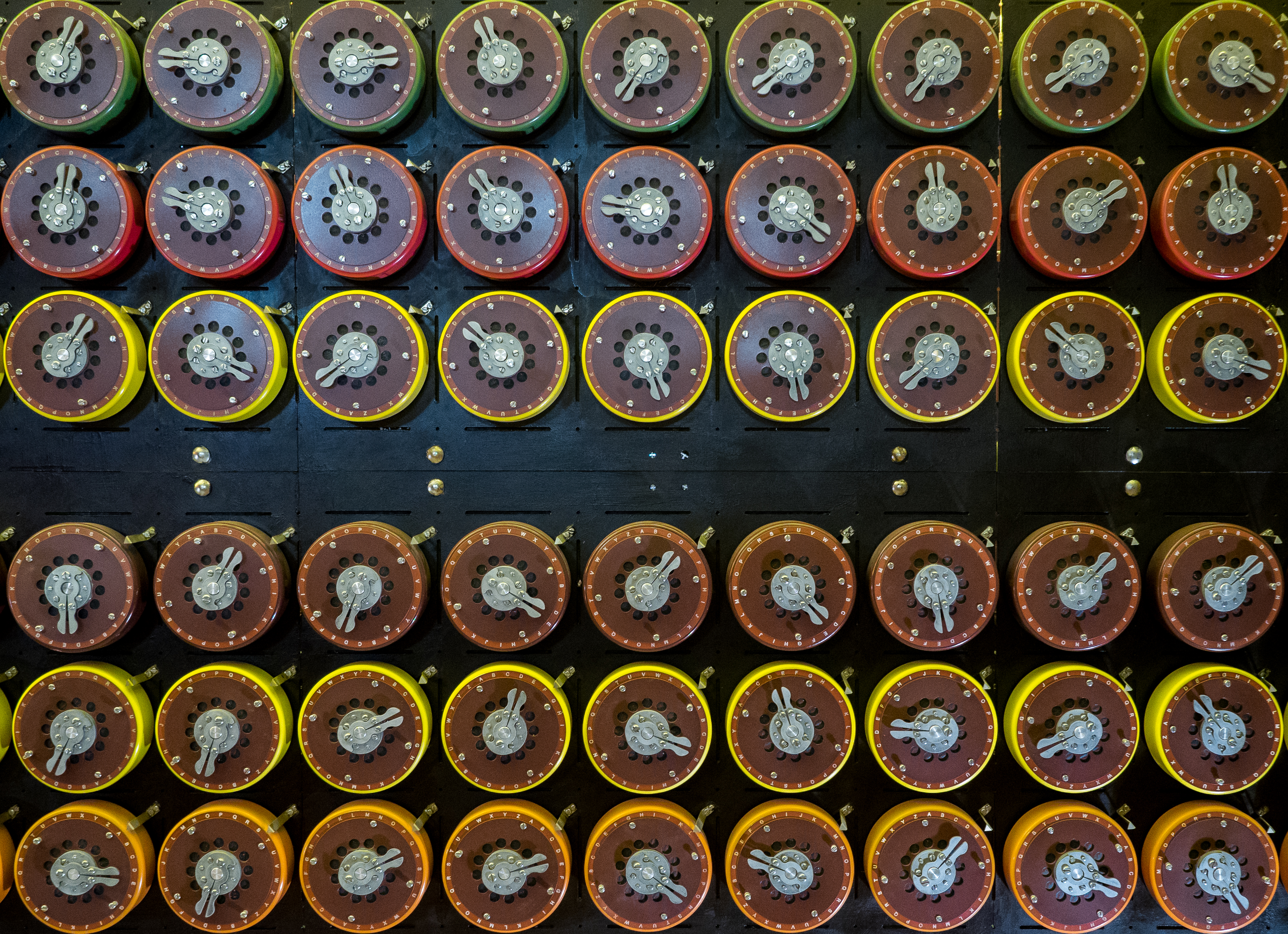
Turing-Bombe, trong phim được gọi là „Christopher"

Sau khi cuộc chiến tranh giữa Đức và Vương quốc Anh bắt đầu, Turing xin vào làm cho Trường mã hóa của chính quyền ở Công viên Bletchley. Trong cuộc phỏng vấn với Chỉ huy trưởng Alastair Denniston, anh ta đã gây ấn tượng tiêu cực với ông vì tính kiêu ngạo và khả năng giao thiệp yếu kém. Tuy nhiên, anh ta vẫn thuyết phục được Denniston nhận anh ta vào làm. Cùng với Hugh Alexander, John Cairncross, Peter Hilton, Keith Furman và Charles Richards, anh ta có nhiệm vụ "bẻ khóa" các thông điệp của quân đội Đức được mã hóa bởi Enigma.
Turing nhanh chóng phát triển ý tưởng xây dựng một cỗ máy mã hóa để tìm ra chìa khóa thay đổi hàng ngày nhanh hơn. Vì không được sự hỗ trợ nào từ cấp trên của mình, anh ta đã liên lạc với Winston Churchill, người sau đó cung cấp tài chính và cho anh ta lãnh đạo nhóm.
Turing sa thải Furman và Richards và nhận Joan Clarke và một nhân viên khác vào nhóm. Anh dần dần trở nên thân thiểt với Joan Clarke trong suốt quá trình làm việc. Khi cha mẹ của Clarke hối thúc cô đính hôn, Turing ngỏ lời cầu hôn với cô để cô có thể tiếp tục thực hiện dự án.
Turing hoàn thành "cỗ máy bẻ khóa" cơ điện của mình (Bom Turing, được gọi là "Christopher" trong phim); tuy nhiên, nó hoạt động quá chậm để có thể phá vỡ mật mã của Đức. Giám sát viên của anh Alastair Denniston ra tối hậu thư cho nhóm một tháng để họ có thể cải thiện cỗ máy, nếu không ông ta sẽ cho ngưng dự án. Khi một nữ đồng nghiệp từ một bộ phận khác đề cập trong một cuộc tán tỉnh với Hugh Alexander rằng đối tác người Đức của cô luôn bắt đầu liên lạc vô tuyến với cùng một câu mở đầu, Turing nảy ra ý tưởng quyết định. Vì một báo cáo thời tiết được gửi mã hóa vào đầu mỗi ngày và luôn bắt đầu và kết thúc với cùng một từ, nhóm có thể hạn chế đáng kể đoan văn cần giải mã và cuối cùng mã bị bẻ khóa.
Mặc dù thành công, một số kế hoạch tấn công hiện được biết đến của Đức không được chuyển tiếp và tổn thất từ phía Đồng minh được chấp nhận, vì Turing và nhóm của ông sợ rằng người Đức sẽ biết rằng Enigma bị xâm phạm và thay đổi quy trình của họ hoặc thậm chí cả hệ thống.
Turing tiết lộ sau đó mình là người đồng tính luyến ái với vị hôn thê Joan Clarke. Mặc dù vậy cô ta vẫn muốn ở lại bên anh, nhưng anh ta từ chối không chấp nhận.

### 1951
Nhà Turing bị đột nhập. Vì anh ta báo cáo với cảnh sát rằng không có gì đã bị đánh cắp và đuổi cảnh sát ra, một viên chức cảnh sát cho rằng anh ta có thể là một gián điệp của cơ quan mật vụ Nga. Trong quá trình điều tra theo hướng này, tình cờ Turing bị khám phá là người đồng tính. Anh ta bị kết án vì "tội gian dâm và đồi trụy tình dục" và được cho lựa chọn hoặc phải đi tù trong hai năm hoặc phải điều trị bằng hormone. Vì anh ta không thể làm việc của mình trong tù, anh ta quyết định dùng liệu pháp hormone có tác dụng phụ rất mạnh. Khi vị hôn thê cũ Joan Clarke đến thăm anh, anh ta bị suy sụp tinh thần. Turing sau đó tự tử lúc được 41 tuổi.

## Dàn diễn viên
- Benedict Cumberbatch vai Alan Turing
- Alex Lawther vai Turing nhỏ
- Keira Knightley vai Joan Clarke
- Matthew Goode vai Hugh Alexander
- Mark Strong vai Maj. Gen. Stewart Menzies
- Charles Dance vai Cdr. Alastair Denniston
- Allen Leech vai John Cairncross
- Matthew Beard vai Peter Hilton
- Rory Kinnear vai Detective Nock
- Jack Bannon vai Christopher Morcom
- Victoria Wicks vai Dorothy Clarke
- David Charkham vai William Kemp Lowther Clarke
- Tuppence Middleton vai Helen
- James Northcote vai Jack Good
- Steven Waddington vai Supt Smith

## Tính xác thực
Những sự kiện và nhân vật trong phim nhận được lời khen ngợi từ giới nghệ thuật, và cả phê bình từ các nhà sử học.

### Sự kiện lịch sử
| Trong phim | Ngoài đời thực |
| --- | --- |
| Chỉ một nhóm nhỏ các nhà giải mã làm việc ở khu Bletchley Park từ những năm đầu chiến tranh cho đến thời điểm họ giải mã được Enigma.                                                                                  | Dự án bắt đầu từ năm 1939, khi Thế chiến nổ ra và kéo dài đến tận năm 1945 khi chiến tranh kết thúc. Suốt cuộc chiến, nhóm quá trình giải mã diễn ra nhiều lần, khi các máy Enigma của Đức được tái lập trình, họ phải bắt đầu lại quá trình giải mã. Khoảng 11.000 người tại Bletchley Park và 4.000 ở Mỹ đã làm việc để giải mã Enigma (xem thêm thông tin tại Máy Enigma) |
| Cỗ máy giải mã máy Enigma được đặt tên Christopher, trùng tên với người bạn thuở ấu thơ của Turing. Và một mình ông hoàn thành việc lập trình cỗ máy, trong khi những đồng đội khác bàng quan, thậm chí là gây khó dễ. | Thực ra, cỗ máy được đặt tên là Victory, và là sản phẩm của quá trình hợp tác giữa các nhà khoa học. Cỗ máy được xây dựng từ nền tảng thiết kế của nhà khoa học Ba Lan, Cryptanalyst Marian Rejewski. Năm 1938, ông đã thiết kế cỗ máy bomba kryptologiczna phân tích (tuy là tạm thời) các điểm yếu của quân đội Đức trong quá trình vận hành. Năm 1940, Turing thiết kế một cỗ máy vận hành trên nền tảng lý thuyết hơi khác so với bombe, với sự hỗ trợ rất lớn của nhà toán học Gordon Welchman, thầy của Joan Clarke, mà phim không nhắc đến. Hơn 200 cỗ máy Bombes Anh Quốc được lắp ráp dưới sự giám sát của Harold Keen, British Tabulating Machine Company. |
| Đội 8 đã không sử dụng tin tình báo giải mã được để ngăn quân Đức tấn công thuyền mà người anh của Peter Hilton (một thành viên trong đội) đang công tác, để giấu bí mật họ đã giải được mã Enigma.                    | Hilton không có anh trai công tác trên thuyền, và Hội đồng cơ quan tình báo cấp cao mới thực sự nắm quyết định khi nào, trận đánh nào sử dụng tin tình báo. |
| Turing viết thư cho Churchill để giành quyền kiểm soát đội giải mã Enigma và tranh thủ vật tư để lắp ráp máy giải mã.                                                                                                  | Ngoài Turing, Hugh Alexander và các đồng nghiệp cũng tham gia vào yêu cầu thêm tài nguyên cho việc lắp ráp máy. Churchill đồng ý ngay lập tức. |
| Dornier Do 17 tổ chức trinh sát tàu của Hội đồng minh. | Lực lượng của Do17 quá mỏng để thực hiện nhiệm vụ này trên biển Atlantic. Thực tế, nhiệm vụ được đảm nhiệm bởi máy bay công kích tầm xa như Focke-Wulf Fw 200 Condor. |
| Joan Clarke được tuyển vào thông qua việc giải bảng mã đăng trên báo. | Chính thầy hướng dẫn ở Trường mật mã của chính phủ Government Code and Cypher School (GC&CS), Gordon Welchman đã lưu giữ Joan. |

### Tính cách và đời tư của Turing
| Trong phim | Ngoài đời thực |
| --- | --- |
| Khắc họa quá đà các khó khăn trong quan hệ xã hội của Turing, khắc họa ông như một người có triệu chứng Aspenger hoặc tự kỷ.                                         | Một số nhà nghiên cứu đã chỉ ra, tuy thuở nhỏ ông có cá tính lập dị, mắc hội chứng Aspenger như phim miêu tả (một thiên tài không bạn bè, bất hợp tác, không biết cách giao tiếp), lại không phù hợp với cá tính của Turing khi trưởng thành. Mặc dù thích làm việc một mình nhưng ông có bạn bè và giống như nhiều người có trí thông minh vượt bậc ông được đánh giá là người hài hước, mối quan hệ làm việc tốt với đồng nghiệp. |
| 1951, Turing bị bắt và các thám tử nghi ngờ ông là gián điệp Liên Xô, cho đến khi Turing kể lại câu chuyện giải mã Enigma, và khám phá ra Turing là người đồng tính. | Turing bị bắt năm 1952, thám tử và cuộc thẩm tra là hư cấu. Turing bị điều tra về tình trạng đồng tính của ông sau khi nhà ông bị trộm, không hề có cuộc điều tra về nghi ngờ gián điệp cũng như không có thông tin gì về việc ông có liên hệ với giới tình báo Xô Viết, bằng cách này hay cách khác. |
| Việc uống thuốc phục vụ cho quá trình "thiến hóa học" mà Turing trải qua khiến ông không thể động não hoặc làm việc.                                                 | Tuy thể lực yếu đi và những thay đổi của cơ thể (bao gồm quá trình nữ hóa tuyến vú), ông đã có những sáng tạo đáng kể trong lĩnh vực toán sinh học, được truyền cảm hứng từ những thay đổi cơ thể trong thời gian hóa trị. |
| Clarke đến thăm Turing trong khi ông hưởng án treo. | Không có ghi chép nào về việc Clarke đến nhà thăm Turing mặc dù ông vẫn giữ liên lạc và thông báo với cô về việc phải hầu tòa vì bại hoại thuần phong. |
| Turing tự sát sau một năm điều trị hormone. | Cái chết của ông còn nhiều uẩn khúc. Quá trình hóa trị kết thúc 14 tháng trước khi ông mất. Tổ chức điều tra cái chết của ông kết luận ông tự sát bằng cách ăn táo tẩm độc cyanide (xi-a-nua). Người viết hồi ký Turing, tác giả Andrew Hodges tin rằng ông tự sát, tái hiện lại cảnh ăn táo độc trong truyện Bạch Tuyết, truyện cổ tích ông yêu thích. Ngoài ra,mẹ Turing cho rằng đó là tai nạn. Tuy nhiên Jack Copeland, biên tập các nghiên cứu của Turing và Giám đốc giám sát Cống hiến của Turing cho Lịch sử máy tính, suy đoán cái chết của Turing có thể là một tai nạn, khí cyanide có thể bị rò rỉ khi ông làm thí nghiệm; và cho rằng tổ điều tra đã quá hời hợt khi đưa ra kết luận. |

## Giải thưởng
- Phim được đề cử 8 hạng mục tại Giải Oscar lần thứ 87 và đoạt giải thưởng: Kịch bản chuyển thể xuất sắc nhất
- 5 đề cử tại Giải Quả cầu vàng lần thứ 72
- 3 đề cử tại Giải thưởng của Hội Diễn viên Điện ảnh lần thứ 21
- 9 đề cử tại Giải BAFTA
- Giải bình chọn của khán giả cho phim hay nhất - giải thưởng cao nhất tại Liên hoan phim Toronto lần thứ 39[6]